# Fountain Valley
Fountain Valley è una città statunitense situata nella contea di Orange in California.
La sua popolazione al censimento del 2000 era di 54 978 abitanti.
Il nome si riferisce alla grande presenza di una superficie freatica nell'area.
È stata incorporata nel 1957, prima era conosciuta come Talbert.
La città si trova a sud-ovest e nord-est della San Diego Freeway(405) che biseziona diagonalmente la città. È circondata da Huntington Beach, Westminster, Garden Grove, Santa Ana, e Costa Mesa.
È la sede della Hyundai Motor Company, della Kingston Technology e della Cizeta Automobili Usa.